# پایندیل (کالیفرنیا)
پایندیل (به انگلیسی: Pinedale) یک منطقهٔ مسکونی در ایالات متحده آمریکا است که در شهرستان فرسنو، کالیفرنیا واقع شده‌است. پایندیل ۱۰۶ متر بالاتر از سطح دریا واقع شده‌است.